# Hans Kugler (Kriegsverbrecher)

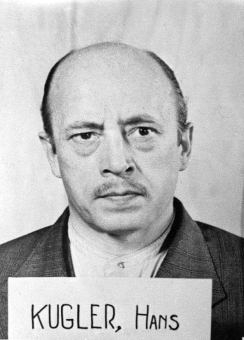
Hans Kugler während der Nürnberger Prozesse

Hans Kugler (* 4. Dezember 1900 in Frankfurt am Main; † 14. September 1968 in Bad Homburg vor der Höhe) war leitender Angestellter der I.G. Farben und verurteilter Kriegsverbrecher.

## Leben
Nach dem Schulbesuch absolvierte er eine kaufmännische Ausbildung und studierte danach Ökonomie an der Universität Frankfurt. Nach dem 1921 erfolgten Studienabschluss war er im Bereich Farben als Abteilungsleiter bei den Farbwerken Hoechst tätig. Während einer dreimonatigen Dienstbefreiung erfolgte 1923 seine Promotion. Ab 1924 war er als Prokurist bei den Farbwerken Hoechst tätig. Diese Position erlangte er auch bei dem Nachfolgeunternehmen I.G. Farben, wo er 1929 das Drei-Sparten-Farbstoff-Kartell mitbegründete und auch der diesbezüglichen Expertenkommission angehörte.
Kugler war zweimal verheiratet und Vater dreier Kinder.

## Zeit des Nationalsozialismus
Ab 1934 war er bei den I.G.-Farben Direktor der „Verkaufsgemeinschaft Farbstoffe“ und gehörte später dem Südost- und dem Kaufmännischen Ausschuss der I.G. Farben an.
Im Oktober 1938 erhielt Kugler durch das Reichswirtschaftsministerium die Order, vorübergehend die Aussig-Falkenauer Fabriken des Vereins für Chemische und Metallurgische Produktion in Prag zu leiten. Er beantragte am 16. November 1939 die Aufnahme in die NSDAP und wurde zum 1. Juni 1940 aufgenommen (Mitgliedsnummer 7.654.712). Kugler überführte die Sparte Teerfarben der Aussig-Falkenauer Fabriken in die I.G. Farben und wurde dort in der Folge Geschäftsführer. Kugler war nachfolgend bei der Konfiszierung von Fabriken beziehungsweise Unternehmen in den okkupierten Gebieten maßgeblich beteiligt. Ab 1943 war er stellvertretender Leiter bei der Wirtschaftsgruppe Chemie (Fachgruppe 16 – Überwachung der Produktion und Ausgabe von Farbstoffen) und ab 1944 gehörte er dem Beirat für Exportfragen der Prüfungsstelle Chemie an.
Nach Kriegsende wurde Kugler von der U.S. Army festgenommen und während der Nürnberger Prozesse im I.G.-Farben-Prozess mit 22 weiteren Beschuldigten angeklagt. Am 30. Juli 1948 erfolgte seine Verurteilung zu anderthalb Jahren Haft wegen „Plünderung und Raub“ aufgrund der Konfiszierung von Unternehmen in Frankreich. In der Urteilsbegründung wurde folgendes zur Verurteilung Kuglers angeführt:
„Kugler hat als Vertreter der I.G. bei den Verhandlungen und anderen Maßnahmen tätig mitgewirkt, die zu dem Francolor Abkommen führten[…] Kugler hat mit den Behörden während der militärischen Besetzung die Abmachung getroffen, daß ein Druck ausgeübt werden solle[…] Kugler war über alle getroffenen Maßnahmen unterrichtet und hat gewußt, daß das Francolor-Abkommen den Franzosen gegen ihren Willen und ohne ihre freie Zustimmung aufgezwungen wurde.“
Nach seiner Haftentlassung aus dem Kriegsverbrechergefängnis Landsberg gehörte Kugler dem Vorstand der Cassella Farbwerke Mainkur AG sowie der Riedel-de Haën AG an und war Mitglied im Hauptausschuss des Verbandes der Chemischen Industrie e.V.
Kuglers Kurzvita war im Braunbuch der DDR aufgeführt.
Kuglers Nachlass wird im Archiv des Fritz Bauer Instituts in Frankfurt am Main aufbewahrt.